# Kellerhaus (Allersberg)
Kellerhaus ist eine Wüstung auf dem Gemeindegebiet des Marktes Allersberg im Landkreis Roth (Mittelfranken, Bayern).

## Lage
Die Einöde lag 0,6 km nordöstlich von Allersberg. Unmittelbar nördlich verlief die Bahnstrecke Burgthann–Allersberg. Heute erinnert die Kellerstraße an den Ort.

## Geschichte
Der Ort wurde in der ersten Hälfte des 19. Jahrhunderts auf dem Gemeindegebiet von Allersberg errichtet. In der Bayerischen Uraufnahme wurde der Ort als „Lorenz Franz“ verzeichnet.

### Einwohnerentwicklung
| Jahr      | 001861 | 001871 | 001885 | 001900 | 001925 | 001950 |
| Einwohner | 6      | 3      | 6      | 4      | 7      | *      |
| Häuser    |        |        | 1      | 1      | 1      | *      |
| Quelle    | [ 5 ]  | [ 6 ]  | [ 7 ]  | [ 8 ]  | [ 9 ]  | [ 10 ] |

## Religion
Kellerhaus war römisch-katholisch geprägt und nach Mariä Himmelfahrt (Allersberg) gepfarrt.